# Tia River
Tia River är ett vattendrag i Australien. Det ligger i delstaten New South Wales, i den sydöstra delen av landet, omkring 310 kilometer norr om delstatshuvudstaden Sydney.
I omgivningarna runt Tia River växer i huvudsak städsegrön lövskog. Trakten runt Tia River är nära nog obefolkad, med mindre än två invånare per kvadratkilometer. Genomsnittlig årsnederbörd är 1 518 millimeter. Den regnigaste månaden är februari, med i genomsnitt 280 mm nederbörd, och den torraste är oktober, med 27 mm nederbörd.